# Pteroglossa rhombipetala
Pteroglossa rhombipetala är en orkidéart som beskrevs av Leslie Andrew Garay. Pteroglossa rhombipetala ingår i släktet Pteroglossa och familjen orkidéer. Inga underarter finns listade i Catalogue of Life.